# 八人芸
八人芸（はちにんげい）は、一人で八人分の楽器の鳴り物や声色などを聞かせる寄席芸である。
元々は見世物小屋で座頭が行なっていたので八人座頭といった。つまり盲人（今で言う「視覚障害者」）の芸であった。安永 - 天明のころに河島歌命がでて、門人の河島歌遊が寄席に出るようになった。歌遊は落語家でもとれなかった席料百文をとっていたという。後には十二人芸や十六人芸などに展した。
現在、この芸を行う芸人はいないが日本の腹話術の起源とも言われている。

## 八人芸を演じた人
- 牛島登山
- 豊島寿鶴斎
- 西國坊明學
- 津島留吉（NHKアーカイブス 保存番組検索： ＥＴＶ８ 留吉爺さま７７歳の青春　八人芸にロマンを、NHKアーカイブス 保存番組検索： 人間いきいき 根くらべ　ひとり八芸　修業中）

## 八人芸が描かれる作品
- 浮世草子『好色一代女』（17世紀末成立）

- 江戸川乱歩『踊る一寸法師』
- 野村胡堂『銭形平次捕物控 八人芸の女』